# Bartolomeu Dias
Bartolomeu Dias, född omkring 1451 i provinsen Algarve, Portugal, död 29 maj 1500 utanför Godahoppsudden, Sydafrika genom drunkning/skeppsbrott, var en portugisisk upptäcktsresande. Dias rundade Godahoppsudden i södra Afrika år 1488. Själv döpte han udden till "Stormudden" (Cabo Tormentoso). Han medföljde också Pedro Álvares Cabral på den resa 1500 som ledde till upptäckten av Brasilien. Han blev 50 år.

## Biografi

### Tidiga år
Bartolomeu Dias föddes år 1450. Han var den första europeiska sjömannen som rundade Afrikas Godahoppsudde och därmed öppnade upp en åtråvärd havsrutt från Portugal till Indien. Under senare delen av sitt liv tog han del i den portugisiska upptäckten av Brasilien.
Även om hans efternamn var väldigt vanligt, så tror historiker att Dias kom från en lång rad av sjöfarare, som kan ha inkluderat Dinis Dias, som rundade Kap Verde år 1455, och Joao Dias, som rundade udden Bojador år 1437. Dias deltog i Diogo de Azambujas expedition till Guldkusten, där citadellet Elmina anlades 1482. År 1486 utnämnde kung Johan II honom att finna ”Prassum Promontorium”, Afrikas sydligaste punkt, och därmed förhoppningsvis den efterlängtade havsrutten till Indien. Att finna denna rutt var viktigt för Portugal, därför att oron i det Mongoliska väldet hade stängt handelsrutterna till lands till Fjärran Östern.

### Rundandet av Afrika
Dias fick befälet över en flotta av tre skepp, och lämnade Lissabon år 1487 efter 10 månaders förberedelser. Dias använde en ny strategi, han lät ett av de tre skeppen fungera som rent förrådskepp, vilket gjorde att flottan kunde vara till sjöss längre tid. Dias bror, Pedro, var kapten på förrådsskeppet. Dias tog också med sig flera afrikanska tolkar som hade bott i Europa, vilka skulle hjälpa honom att upprätta handel med afrikaner.
Expeditionen seglade söderut i fyra månader, och stannade längs vägen för att bedriva handel. Utforskarna passerade stenpelaren som lämnades av Diogo Cão (1450-1486) nära nuvarande Namibia för att markera den sydligaste punkt portugiserna nått så långt. I slutet av december passerade skeppet Oranjefloden precis norr om nuvarande Sydafrika. Kort efter att de passerat Kap Volts, som fått namnet efter de starka vindarna i trakten, hamnade skeppen i en fruktansvärd storm som blåste dem söderut i nästan 13 dagar. När vinden stillades, satte Dias kursen mot öster där han förväntade sig att få Afrikas västkust i sikte. När inget land dök upp utan bara tomma havet, styrde han norrut, och nådde Bahia de Vaquieros, ungefär 30 mil öster om Godahoppsudden. Vid denna tidpunkt insåg han inte att de hade rundat udden.
Invånarna i området försökte driva bort inkräktarna med stenkastning och de hade inte hunnit kasta många stenar innan Bartolomeu Dias sköt en av dem med ett armborst, då flydde de. Bartolomeu Dias fortsatte och kunde till sin stora glädje se att kusten sträckte sig åt nordöst så långt ögat nådde.
Dias fortsatte till Great Fish River och ville fortsätta in i Indiska Oceanen.
Men nu hade besättningen fått nog, de var mycket trötta och hungriga och övertalade Dias att vända åter till Portugal. Det var på tillbakavägen Dias fick syn på den efterlängtade udden. Han gav udden namnet "Stormarnas udde" (Cabo Tormentoso) på grund av de stormar de råkat ut för, men kung Johan II döpte senare om den till Godahoppsudden, eftersom upptäckten av udden innebar att det nu fanns gott hopp om att finna vägen till Indien.
Kartor ritade av den grekiske kartografen Ptolemaios hade illustrerat Indiska oceanen som ett hav inneslutet av land, med ett landområde från öst som innefattade havet och anslöt till Afrikas västkust. Dias expedition bevisade att detta var oriktigt, men det gick nästan tio år innan Portugal kunde dra fördel av denna viktiga geografiska upptäckt. 
I Portugal erkände man inte honom som uddens upptäckare. Likväl utnämndes han 1494 som ansvarig för bildandet av en ny fartygsflotta, som skulle försöka nå Indien via Godahoppsudden. Vasco da Gama var utsedd att leda expeditionen med Dias ombord så långt som till Kap Verde-öarna, där Dias på order av den nye portugisiske kungen Manual skulle etablera handelsstationer i vad som idag är Moçambique. Da Gama fortsatte och fann vägen till Indien.

### Upptäckten av Brasilien
I mars 1500 gav sig Dias ut på sin sista upptäcktsresa. Han hade befälet på ett av tretton skepp under Pedro Cabrals ledning. Expeditionens syfte var att upprepa Da Gamas resa till Indien. Expeditionen utgick från Kap Verde-öarna och korsade ekvatorn. Då flottan mötte passadvindarna blåstes de ur kurs, och det hela resulterade i att de kom till Sydamerika och gjorde den första dokumenterade europeiska landstigningen i Brasilien. Efter att de lämnat Brasilien hamnade flottan i svår storm vid Godahoppsudden. Fyra av skeppen gick under, däribland Dias fartyg, vilket kostade honom livet.